# Trappistenkloster Myrendal
Das Kloster Myrendal, offizieller Name: Myrendal Kloster, ist seit 1966 ein Kloster der Trappisten im Rang eines Priorats in Olsker, Allinge-Sandvig, auf der dänischen Ostseeinsel Bornholm.

## Geschichte
Sechs Mönche der belgischen Trappistenabtei Achel gründeten 1966 mit reformerischen Absichten auf der Insel Bornholm (Krogholmsvej 18 in Olsker) das Kloster Myrendal („Ameisental“), das 2002 zum selbständigen Priorat erhoben wurde. Gründungsbischof war der Jesuit Hans Ludvig Martensen, Bischof von Kopenhagen. Die Mönche sichern sich ihren Lebensunterhalt durch Buchbinderei. Der Bestand des Klosters scheint durch Mitgliederschwund und Überalterung gefährdet, denn die Statistik von 2018 weist nur noch zwei Personen aus. Der Generalabt das Trappistenordens Bernardus Peeters hob die Autonomie des Klosters Ende 2022 auf.
Obere:
- Frans van Haaren (* 1933) (1966–2007)
- Clemens Vialle (2007–2022)
- Guido Van Belle (Abt von Zundert), Superior und Monastischer Kommissar (seit 2022)